# Damernas 1 500 meter frisim vid världsmästerskapen i kortbanesimning 2022
Damernas 1 500 meter frisim vid världsmästerskapen i kortbanesimning 2022 avgjordes den 16 december 2022 i Melbourne Sports and Aquatic Centre i Melbourne i Australien. Det var första gången 1 500 meter frisim för damer var med som en gren i kortbane-VM.
Guldet togs av australiska Lani Pallister efter ett lopp på 15 minuter och 21,43 sekunder, vilket blev ett nytt mästerskaps- och oceaniskt rekord. Silvret togs av japanska Miyu Namba och bronset togs av amerikanska Kensey McMahon.

## Rekord
Inför tävlingens start fanns följande världsrekord:
|              | Namn          | Nation | Tid      | Ort             | Datum           |
| ------------ | ------------- | ------ | -------- | --------------- | --------------- |
| Världsrekord | Katie Ledecky | USA    | 15.08,24 | Toronto, Kanada | 29 oktober 2022 |

Följande nya rekord noterades under mästerskapet:
| Datum       | Omgång | Namn           | Nationalitet | Tid      | Rekord |
| ----------- | ------ | -------------- | ------------ | -------- | ------ |
| 17 december | Final  | Lani Pallister | Australien   | 15.21,43 | 0MR0   |

## Resultat
De långsammare heaten startade klockan 12:55 och det snabbare heatet startade klockan 21:16.
| Placering | Heat | Bana | Namn               | Nationalitet  | Tid           | Noteringar    |
| --------- | ---- | ---- | ------------------ | ------------- | ------------- | ------------- |
| 1         | 3    | 4    | Lani Pallister     | Australien    | 15.21,43      | 0AR0, 0MR0    |
| 2         | 3    | 8    | Miyu Namba         | Japan         | 15.46,76      |               |
| 3         | 2    | 5    | Kensey McMahon     | USA           | 15.49,15      |               |
| 4         | 3    | 6    | Zhang Ke           | Kina          | 15.51,64      |               |
| 5         | 3    | 1    | Caitlin Deans      | Nya Zeeland   | 15.51,98      |               |
| 6         | 3    | 3    | Deniz Ertan        | Turkiet       | 15.53,73      |               |
| 7         | 3    | 5    | Merve Tuncel       | Turkiet       | 15.58,05      |               |
| 8         | 2    | 6    | Jillian Cox        | USA           | 16.09,72      |               |
| 9         | 2    | 4    | Katja Fain         | Slovenien     | 16.12,06      |               |
| 10        | 2    | 3    | Imani de Jong      | Nederländerna | 16.15,61      |               |
| 11        | 3    | 7    | Alexa Reyna        | Frankrike     | 16.23,32      |               |
| 12        | 3    | 2    | Gabrielle Roncatto | Brasilien     | 16.33,31      |               |
| 13        | 2    | 7    | Stephanie Houtman  | Sydafrika     | 16.35,55      |               |
| 14        | 2    | 1    | Klara Bošnjak      | Kroatien      | 16.51,02      |               |
| 15        | 1    | 3    | Ng Lai Wa          | Hongkong      | 17.01,32      |               |
| 16        | 1    | 4    | Kuo Jui-an         | Taiwan        | 17.16,69      |               |
| 17        | 1    | 5    | Gabriella Doueihy  | Libanon       | 17.20,28      |               |
| 18        | 2    | 2    | Gan Ching Hwee     | Singapore     | Startade inte | Startade inte |